# Tuchów (gromada)
Tuchów – dawna gromada, czyli najmniejsza jednostka podziału terytorialnego Polskiej Rzeczypospolitej Ludowej w latach 1954–1972.
Gromady, z gromadzkimi radami narodowymi (GRN) jako organami władzy najniższego stopnia na wsi, funkcjonowały od reformy reorganizującej administrację wiejską przeprowadzonej jesienią 1954 do momentu ich zniesienia z dniem 1 stycznia 1973, tym samym wypierając organizację gminną w latach 1954–1972.
Gromadę Tuchów z siedzibą GRN w mieście Tuchów (nie wchodzącym w skład gromady) utworzono 31 grudnia 1961 w powiecie tarnowskim w woj. krakowskim z obszarów zniesionych gromad Karwodrza i Łowczów.
W kwietniu 1969 dla gromady ustalono 20 członków gromadzkiej rady narodowej. 1 stycznia 1970 gromada składała się ze wsi: Buchcice, Karwodrza, Łowczów, Meszna Opacka, Piotrkowice, Trzemeszna i Zabłędza.
Gromada przetrwała do końca 1972 roku, czyli do kolejnej reformy gminnej. Z dniem 1 stycznia 1973 roku reaktywowano zniesioną w 1954 roku gminę Tuchów.